# Артистичне плавання на Чемпіонаті світу з водних видів спорту 2022 — комбінація, довільна програма
Змагання з артистичного плавання в довільній програмі комбінації на Чемпіонаті світу з водних видів спорту 2022 відбулися 18 і 20 червня 2022 року.

## Результати
Попередній раунд розпочався 18 червня о 10:00 за місцевим часом. Фінал відбувся 20 червня о 16:00 за місцевим часом.
| Місце | Країна          | Попередній раунд | Попередній раунд | Фінал   | Фінал |
| Місце | Країна          | Очки             | Місце            | Очки    | Місце |
| ----- | --------------- | ---------------- | ---------------- | ------- | ----- |
| 1     | Україна         | 93.9333          | 1                | 95.0333 | 1     |
| 2     | Японія          | 92.8333          | 2                | 93.5667 | 2     |
| 3     | Італія          | 90.9667          | 3                | 92.0333 | 3     |
| 4     | Греція          | 86.9333          | 4                | 88.2000 | 4     |
| 5     | Ізраїль         | 85.5333          | 5                | 85.9667 | 5     |
| 6     | Велика Британія | 83.5333          | 6                | 84.6333 | 6     |
| 7     | Казахстан       | 81.1333          | 7                | 82.6333 | 7     |
| 8     | Угорщина        | 78.7333          | 8                | 80.4667 | 8     |
| 9     | Бразилія        | 78.7333          | 8                | 80.3333 | 9     |
| 10    | Таїланд         | 67.5000          | 10               | 68.5667 | 10    |